# Klasztor Grigoriu
Klasztor Grigoriu (grec.: Μονή Οσίου Γρηγορίου) – jeden z klasztorów na Górze Athos. Położony jest w południowo-wschodniej części półwyspu, nad samym brzegiem morza. Zajmuje siedemnaste miejsce w atoskiej hierarchii. Klasztor zbudowany został w XIV wieku przez ascetę Grzegorza.
Klasztor poświęcony został św. Mikołajowi.
W pożarach (1500, 1762) zniszczone zostały archiwa klasztoru. Klasztor odegrał swoją rolę podczas rewolucji greckiej przeciwko Turkom, żądając dla siebie niezależności od Wielkiej Ławry.
W bibliotece klasztoru przechowywanych jest 297 rękopisów, z których 11 sporządzonych zostało na pergaminie i około 4000 drukowanych ksiąg.
W klasztorze mieszka dziś około 70 mnichów.